# Aéroport de Governador Valadares
Pour les articles homonymes, voir GVR.
L'aéroport de Governador Valadares aussi appelé aéroport Coronel Altino Machado de Oliveira (code IATA : GVR • code OACI : SBGV) est l'aéroport desservant la ville de Governador Valadares au Brésil.

## Compagnies aériennes et destinations
| Compagnies              | Destinations            |
| ----------------------- | ----------------------- |
| Azul Brazilian Airlines | Belo Horizonte-Confins  |
| Passaredo Linhas Aéreas | Belo Horizonte-Pampulha |

## Accès
L'aéroport est situé à 14 km du centre-ville de Governador Valadares.